# Рестинга скельна
Рести́нга скельна (Formicivora grantsaui) — вид горобцеподібних птахів родини сорокушових (Thamnophilidae). Ендемік Бразилії. Вид названий на честь бразильсько-німецького орнітолога Рольфа Гранцау, який зібрав голотип цього виду у 1965 році. Вид був науково описаний лише у 2007 році

## Опис

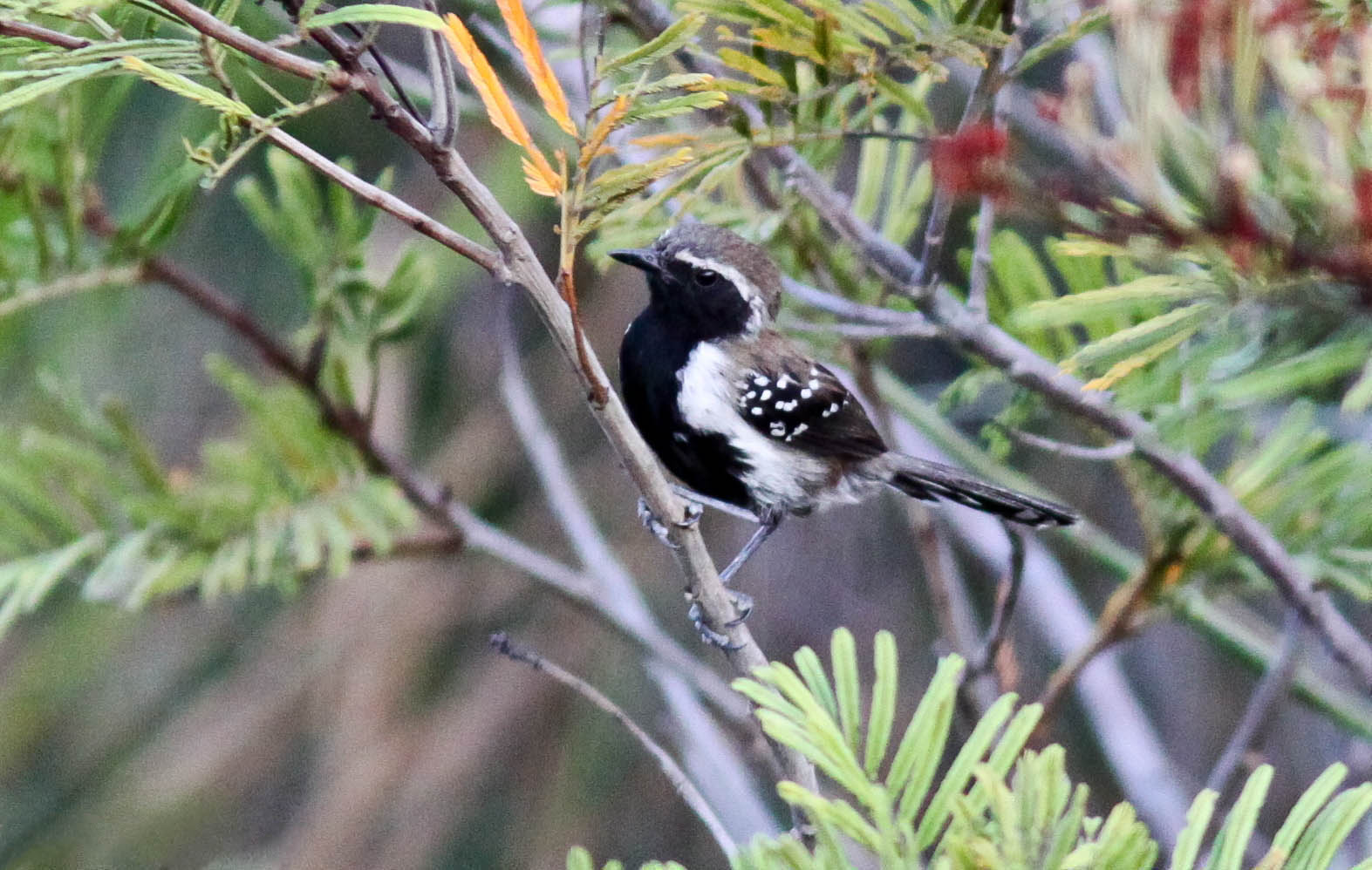
Самець скельної рестинги

Довжина птаха становить 12-13 см, вага 8,5–11,5 гУ самців верхня частина тіла коричнева. На обличчя і нижній частині тіла велика біла пляма, окаймлена з боків білою смугою. Нижня частина живота і гузка сірі, боки коричневі. Покривні пера крил чорні, поцятковані білими плямками, нижні паокривні пера крил сірувато-білі. Стернові пера знизу сірі з білими кінчиками і чорною смугою на кінці. Очі карі, дзьоб чорний, лапи сірі, ступні жовті. Самиці мають блідіше забарвлення, ніж самці, обличчя і нижня частина тіла у них білі, поцятковані помітними чорними смугами, дзьоб знизу сірий.

## Поширення і екологія
Скельні рестинги відомі лише з гір Серра-ду-Сінкора, що є частиною гірського хребта Серра-ду-Еспіньясу і знаходяться в регіоні Чапада-Діамантіна в штаті Баїя. Вони живуть у високогірних чагарникових заростях кампос-рупестрес, серед скель, в долинах гірських струмків та на відкритих високогірних плато. Зустрічаються на висоті від 850 до 1100 м над рівнем моря. Живляться безхребетними.

## Збереження
МСОП класифікує цей вид як такий, що перебуває під загрозою зникнення. Скельним рестнгам загрожує знищення природного середовища